# 凌操
凌 操（りょう そう）は、中国後漢末期の武将。『三国志』呉書に伝のある凌統の父。本貫は揚州呉郡余杭県。

## 生涯
男伊達に富み、胆力を有していた。孫策が兵を興すとその配下として征伐に付き従い、常に軍の先鋒を担った。永平県長の職を代行し、山越を平定すると、狡猾な者たちも斂手した。その後、破賊校尉に移った。
孫策が没し、孫権が跡を継いだ後の建安8年（203年）、江夏郡を支配する黄祖の討伐に従軍する。夏口に侵入し、敵の先鋒を撃ち破る戦果を挙げたが、軽舟に乗ってさらに単身突き進む最中、流矢を受けて戦死した。
子の凌統はこの時、15歳であったが、孫権の左右の者たちからの推薦もあり、また孫権自身も凌操が国事のために死んだことを思って、凌統を別部司馬・行破賊都尉に任命し、父の配下の兵を引き継がせた。
また、『三国志』甘寧伝の注に引く『呉書』によると、凌操を射殺したのは甘寧であるという。甘寧はその後、孫権に帰順するが、凌統は同僚となった甘寧を父の仇として付け狙った。これを知った孫権は甘寧を異動し、両者の任地を離した。

## 三国志演義
羅貫中の小説『三国志演義』では、第15回で登場。孫策に敗れた厳白虎が敗走の途中で掠奪を働いたため、余杭県の領民を率いてこれを撃ち破る。そして孫策を迎え入れて彼に臣従し、従征校尉に任じられた。
その後は『呉書』の記述同様に、孫権の配下で黄祖討伐に従軍するが、甘寧によって射殺される。凌統もこの戦いに従軍しており、父の死後、奮戦してその遺体を取り返した。